# ナンシー・ホリスター
ナンシー・パットナム・ホリスター（英語：Nancy Putnam Hollister、1949年5月22日 - ）は、アメリカ合衆国の政治家。第66代オハイオ州知事を務めた。

## 経歴
1949年5月22日にオハイオ州マリエッタに誕生する。ケント州立大学に通い、大学を出るとともに主婦となった。彼女の政治経歴はマリエッタ市の市議会議員から始まり、後にマリエッタ市長に選出される。
1994年にジョージ・ヴォイノヴィッチの副知事候補として当選した。
ヴォイノヴィッチが連邦上院に入るために知事を辞め、彼女は1998年12月31日から1999年1月11日までの短期間オハイオ州知事となる。
ホリスターはオハイオ州知事では初の女性であり、彼女の肖像は州議会議事堂の州知事肖像コレクションの中に掛かっている。彼女はアメリカ独立戦争時の将校でありマリエッタ市を創設したルーファス・パットナムの子孫である。
1998年にホリスターは共和党の前職フランク・クレマンズを破って指名を受けて連邦下院議員選挙に出馬したが、民主党のテッド・ストリックランドに敗れた。
クレマンズは1994年に現職のストリックランドを破ったが1996年には彼に敗れた。
ホリスターは2001年から2005年まで州下院議員を務めた。
2004年の選挙では、比較的穏健な共和党政治家のホリスターに挑戦する民主党のジェニファー・ギャリソンに3選を阻まれた。
その選挙戦での重要な論点は、同性婚を禁止する法案へのホリスターの反対であった。

## 参照
- Election Results, U.S. Representative from Ohio, 6th District
- Election Results, Ohio Lieutenant Governor